# 馬納薩斯 (喬治亞州)
馬納薩斯（英語：Manassas）是一個位於美國喬治亞州塔特納爾縣的城市。

## 地理
馬納薩斯的座標為32°09′51″N 82°01′17″W / 32.16417°N 82.02139°W，而該地的平均海拔高度為64米（即210英尺）。

## 人口
根據2010年美國人口普查的數據，馬納薩斯的面積為2.00平方千米，當中陸地面積為2.00平方千米，而水域面積為0.00平方千米。當地共有人口94人，而人口密度為每平方千米47人。